# E.J. Wilson
Earl Wilson Jr. (Emporia, 28 ottobre 1987) è un ex giocatore di football americano statunitense che ha militato nel ruolo di defensive tackle nella National Football League (NFL).

## Carriera

### Seattle Seahawks
Al college Wilson giocò a football a North Carolina. Fu scelto dai Seattle Seahawks nel corso del quarto giro (127º assoluto) del Draft NFL 2010. Il 17 giugno 2010 firmò un contratto quadriennale. Fu svincolato il 23 novembre 2010 dopo avere messo a segno un tackle in due partite.

### Tampa Bay Buccaneers
Wilson firmò con i Tampa Bay Buccaneers prima del training camp 2011. Durante una gara di pre-stagione si ruppe il tendine d'Achille chiudendo la sua stagione e alla fine anche la carriera.